# Розовка (Тельмановский район)
Розовка (укр. Розівка) — село находится в Тельмановском районе Донецкой области. Под контролем самопровозглашённой Донецкой Народной Республики.

## География

#### Соседние населённые пункты по странам света
С: Широкое, Каменка
СЗ: Краснополье, Новомихайловка, Солнцево
СВ: Глинка
З: —
В: Октябрьское, Шевченко
ЮЗ: Богдановка, Мичурино
ЮВ: Кузнецово-Михайловка
Ю: Вершиновка, Черевковское

## Население
Население по переписи 2001 года составляло 324 человека.

## Общие сведения
Код КОАТУУ — 1424883608. Почтовый индекс — . Телефонный код — 6279.

## Адрес местного совета
87130, Донецкая область, Тельмановский р-н, с.Мичурино, ул.Шевченко, д.62а